# تیپ مداخله ویژه ژاندارمری
تیپ مداخله ویژه ژاندارمری (رومانیایی: Brigada Specială de Intervenție a Jandarmeriei به اختصار BSIJ) یک نیروی عملیات ویژه متعلق به ژاندارمری رومانی است. این واحد نام ولاد تِسپـِش «Vlad Țepeș» را برگرفته از فرمانروای افسانه‌ای والاچیا، ولاد به میخ‌کشنده یدک می‌کشد.